# Groove Música
Groove Música (antes Xbox Music y Zune Música) era un reproductor de música digital desarrollado por Microsoft integrado en los ordenadores de escritorio y tabletas con sistema operativo Windows 10 o posterior y en los teléfonos con sistema operativo Windows 10 Mobile (actualmente descontinuado). En sus inicios, las aplicaciones de Groove integraban también un servicio música en streaming por suscripción llamado Groove Music Pass y una tienda en línea para la compra permanente de títulos.
En enero de 2022, Groove Música fue paulatinamente reemplazada por la aplicación Reproductor multimedia para los usuarios de Windows 11. En junio de 2023, desapareció para los usuarios de Windows 10, por lo que actualmente se considera descontinuada.

## Historia
Microsoft se había aventurado antes en aquellos servicios de música con su marca Zune. El mercado de la música de Zune incluía 11 millones de canciones. La línea de reproductores Zune y la tienda de música Zune eran algo infructuoso, y la marca se suspendió en gran parte a principios de la década de 2010, aunque siguió existiendo en diferentes dispositivos y la música de Zune Pass ofrecía acceso ilimitado a las canciones por 9,99 USD al mes.
Mientras tanto, Microsoft ha hecho hincapié en la fortaleza de su marca Xbox debido a su atractivo para los consumidores. Había sido la ampliación de los servicios multimedia disponibles a través de Xbox Live para incluir servicios tales como una tienda de videos y el mercado de juego en línea. Se decidió introducir un nuevo servicio de música para aprovechar estas características existentes.
Microsoft introdujo el servicio Xbox Music en su conferencia de prensa en la Electronic Entertainment Expo 2012 el 4 de junio.
En el 2015 Microsoft cambió la marca Xbox Music por Groove Music. Este cambio modifica el catálogo y tiene una variedad más grande de artistas y álbumes.
Microsoft anunció que el 31 de diciembre, la aplicación de Groove dejaría de contar con el servicio de streaming por suscripción de Groove Music Pass y la tienda en línea para la compra permanente de canciones debido a un acuerdo con Spotify: Groove se convertiría en un reproductor de música. Desde el 1 de junio de 2018, el servicio de streaming por suscripción de Groove Music Pass quedó interrumpido con el cierre de su web y la desaparición de la aplicación de Groove para iOS y Android de sus respectivas tiendas de aplicaciones; convirtiéndose así la aplicación de Groove para Windows 10 y Windows 10 Mobile en una biblioteca musical y reproductor del contenido de audio o música que los usuarios almacenen en la nube de OneDrive, tengan almacenado en el ordenador o hayan comprado previamente. Desde el acuerdo de Microsoft con Spotify y el cierre del servicio de Groove Music Pass, las aplicaciones de Groove para Windows 10 y Windows 10 Mobile cuentan con una opción que ofrece al usuario el disfrute de música en streaming mediante la descarga de la aplicación de Spotify desde Microsoft Store (si no se encuentra instalada en el dispositivo), o la apertura de la aplicación de Spotify (en caso de que se encuentre ya instalada en el dispositivo).

## Funcionalidad
Desde el lanzamiento de Windows 10, Groove Música incorporó nuevas mejoras con respecto a su antecesor. Tiene soporte a más formatos y funciona más como un reemplazo del Reproductor de Windows Media. Durante la apertura del servicio de Groove Music Pass y la tienda en línea de canciones, Groove contaba con aplicación para los dispositivos iOS y Android.